# Fabrique de Saint-Pierre

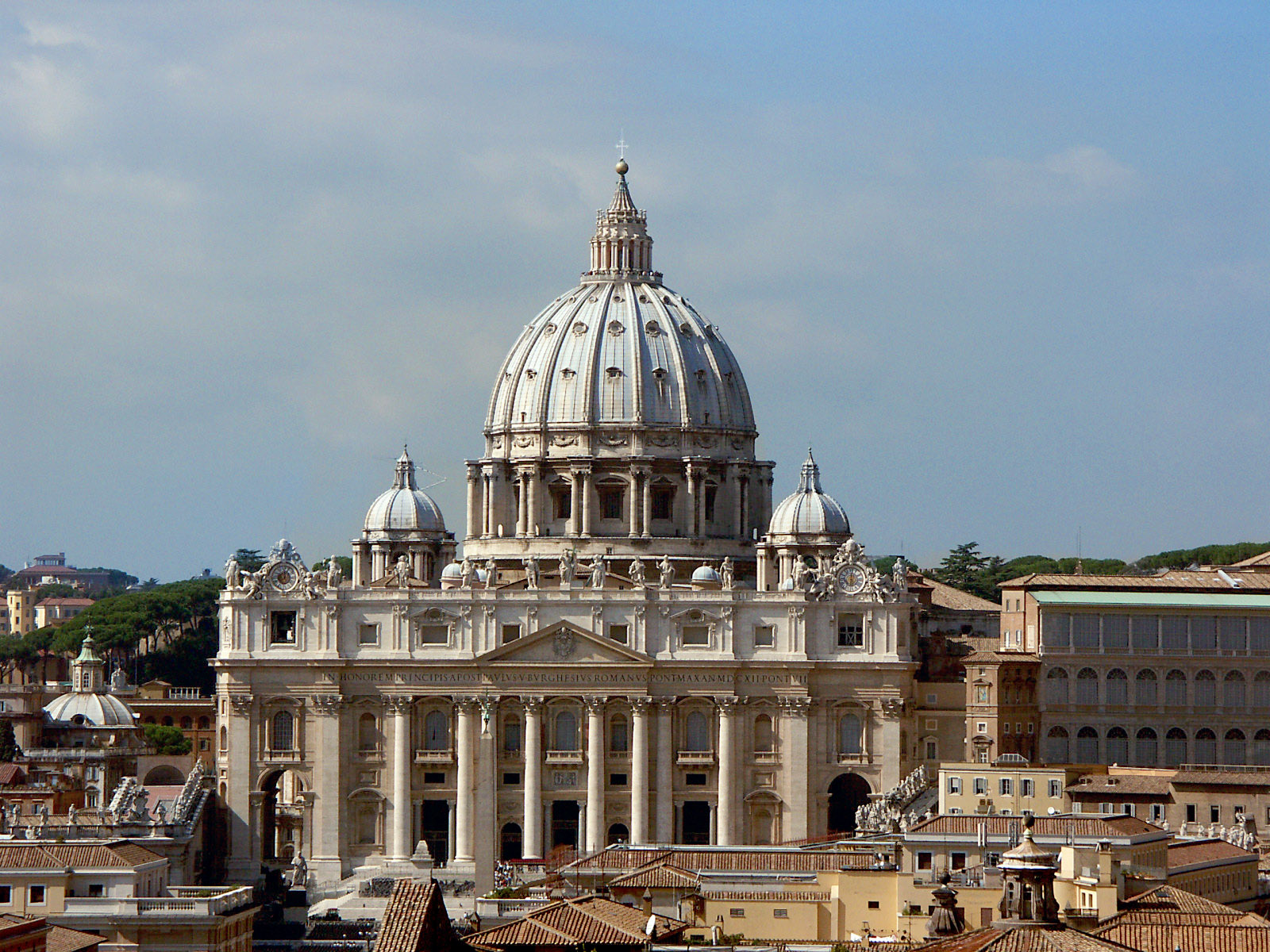
Basilique Saint Pierre

La fabrique de Saint-Pierre (Reverendae Fabrica Sancti Petri en latin ou Fabbrica di San Pietro en italien) est un organisme de la curie romaine chargé de la gestion et de l'entretien de la basilique Saint-Pierre de Rome.

## Histoire
Les origines de la Fabrique de Saint-Pierre remontent au XVIe siècle, lorsqu’en 1506, le pape Jules II (1503-1513) fait commencer la construction de la nouvelle basilique Saint-Pierre. Il confie alors à Bramante, Michel-Ange ou encore Raphaël le soin de concevoir, décorer, réaliser des fresques, des peintures ou autres au Vatican. En 1523, le pape Clément VII (1523-1534) nomme une commission chargée de la construction et de l’administration de la basilique. Placée en 1589 sous l’autorité de l’archiprêtre de la basilique par le pape Sixte V (1585-1590), cette commission est remplacée sous Clément VIII (1592-1605) par la Congrégation de la Révérende Fabrique de Saint-Pierre, qui à partir de 1863, se consacre uniquement à l’entretien des œuvres de la basilique.
À la direction de ce qui deviendra la Fabrique de Saint-Pierre se sont succédé des artistes aussi célèbres que Michel-Ange, Carlo Maderno ou Le Bernin.

## Attributions
Héritières de différentes structures chargées depuis le XVIe siècle de gérer la basilique Saint-Pierre, l'institution prend son nom actuel en 1984 avec la promulgation par Jean-Paul II de la constitution apostolique Pastor Bonus qui, dans son article 192, définit ainsi son rôle :

« La Fabrique de Saint-Pierre continuera à s’occuper de tout ce qui concerne la basilique du Prince des apôtres, soit pour la conservation et la beauté de l’édifice, soit pour la discipline interne des gardiens et des pèlerins qui entrent pour la visiter, selon ses lois propres. Lorsque cela est nécessaire, les supérieurs de la Fabrique agissent en coopération avec le chapitre de la basilique. »

## Organisation
La fabrique a, à sa tête, un cardinal, qui cumule habituellement cette charge avec celle d'archiprêtre de la basilique.

## Atelier de mosaïque
La Fabrique de Saint-Pierre comprend l'Atelier de mosaïque du Vatican (Studio del mosaïco vaticano). Depuis 1578, cet atelier est chargé de la production de mosaïques pour les palais de Vatican en général et la basilique Saint-Pierre en particulier. Sa première tâche, assignée par le pape Grégoire XIII, fut de décorer la chapelle grégorienne. Il s'agissait d'une part de renouer avec un art utilisé dans les églises paléochrétiennes comme Sainte-Sophie à Constantinople, d'autre part de fournir une ornementation plus résistante aux assauts du temps que la peinture. Vingt ans plus tard suivra la décoration de la majestueuse coupole de Michel-Ange, puis celle de l'ensemble des coupoles. Le plus grand atelier de mosaïque de l'histoire était né.
Aujourd'hui, l'atelier contrôle et restaure les dix mille mètres carrés de mosaïque de la basilique Saint-Pierre et produit des œuvres précieuses commandées par des particuliers ou par le pape lui-même, qui en fait souvent cadeau à ses visiteurs officiels.
Dans un long couloir coincé entre la salle d'exposition et celle réservée aux mosaïstes se trouve une imposante commode à tiroirs de couleur kaki, avec un nuancier qui abrite 27 000 couleurs de morceaux d'émail et de verre, une richesse quasi infinie, car les artistes peuvent à leur gré combiner ces tons entre eux en les chauffant à haute température pour obtenir la nuance souhaitée.

## Présidents de la Fabrique de Saint-Pierre
- Paolo Marella (14 août 1961 - 8 février 1983)
- Aurelio Sabattani (8 février 1983 - 1er juillet 1991)
- Virgilio Noè (1er juillet 1991 - 24 avril 2002)
- Francesco Marchisano (24 avril 2002 - 28 août 2004)
- Angelo Comastri (5 février 2005 - 20 février 2021)
- Mauro Gambetti (depuis le 20 février 2021)